# NGC 4639
NGC 4639 هي مجرة حلزونية ضلعية تبعد حوالي 70 مليون سنة ضوئية تقع في كوكبة كوكبة العذراء. يحتوي على ثقب أسود هائل. كما تم تصنيفها مجرة زايفرت وهو عضو في مجموعة عنقود العذراء المجري.

## وصلات خارجية
- NGC 4639 على موقع ويكي سكاي: DSS2, SDSS, GALEX, IRAS, Hydrogen α, X-Ray, Astrophoto, Sky Map, Articles and images